# هارولد ابلسن
هارولد ابلسن (انگلیسی: Hal Abelson؛ زادهٔ ۲۶ آوریل ۱۹۴۷) یک دانشمند در زمینه علوم رایانه و محاسبات بی شکل اهل ایالات متحده آمریکا است. وی مدرک دکترایش را از MIT در زمینهٔ ریاضی دریافت کرده‌است. او همچنین استاد علوم و مهندسی رایانه در گروه مهندسی برق و علوم رایانه در موسسه فناوری ماساچوست (MIT)، مدیر بنیانگذار کرییتیو کامنز و بنیاد نرم‌فزار آزاد، خالق پلتفرم اپلیکیشن ساز موسسه فناوری ماساچوست، و یکی از نویسندگان کتاب درسی پرکاربرد ساختار و تفسیر برنامه‌های رایانه‌ای، که به عنوان "کتاب جادوگر" نیز نامیده می‌شود، است.
او اولین پیاده‌سازی زبان برنامه‌نویسی لوگو (Logo) را برای اپل ۲ (Apple II) برنامه‌نویسی کرد، که باعث شد این زبان از سال ۱۹۸۱ به طور گسترده در رایانه‌های شخصی در دسترس قرار گیرد؛ و در سال ۱۹۸۲ کتابی پرفروش در مورد لوگو منتشر کرد. ابلسن به همراه جرالد جی ساسمن، موضوع مقدماتی علوم رایانه مؤسسه فناوری ماساچوست با عنوان «ساختار و تفسیر برنامه‌های رایانه‌ای» را توسعه دادند، موضوعی که حول این ایده سازماندهی شده است، نه فقط راهی برای وادار کردن رایانه به انجام عملیات.بلکه یک زبان رایانه‌ای در درجه اول یک واسطه رسمی برای بیان ایده‌ها در مورد روش‌شناسی است،
ابلسن و ساسمن همچنین در هدایت مشترک پروژه MIT در زمینه ریاضیات و محاسبات همکاری می‌کنند. پروژه درس‌افزار باز ام‌آی‌تی (OCW) توسط آبلسون و دیگر اعضای هیئت علمی MIT هدایت می‌شد.
ابلسن رهبری یک تحقیق داخلی در مورد انتخاب‌ها و نقش MIT در پیگرد قانونی آرون سوارتس توسط اداره تحقیقات فدرال (FBI) را بر عهده داشت که در نهایت به این نتیجه رسید که MIT از نظر قانونی هیچ کار اشتباهی انجام نداده است، اما توصیه کرد که MIT تغییر برخی از سیاست‌های داخلی خود را در نظر بگیرد.

## جوایز و افتخارات
- در سال ۱۹۹۲ به پاس قدردانی از مشارکت‌های مهم و پایدارش در تدریس و آموزش کارشناسی، به عنوان یکی از شش عضو هیئت علمی افتتاحیه مک ویکار مؤسسه فناوری ماساچوست انتخاب شد.[۸]

- جایزه بوز ۱۹۹۲، جایزه تدریس دانشکده مهندسی مؤسسه فناوری ماساچوست[۹]